# 張琚
張琚（？—352年），五胡十六国时期冯翊人，352年在汉中自立为秦王。

## 生平
后赵崩溃后，350年八月，后赵车骑司马杜洪占据了长安，自称为晋朝的征北将军、雍州刺史，任命张琚为司马，关西的夷人、汉人全都响应。氐酋苻健想要夺取长安，派遣弟弟辅国将军苻雄率领五千兵众从潼关攻击，派遣哥哥的儿子杨武将军苻菁率领七千兵众从轵关攻击。杜洪任命张琚的弟弟张先为征虏将军，率领兵众一万三千人在潼关以北迎战苻健。结果张先的兵众大败，逃回到长安。苻健派苻雄带兵在渭水以北巡行，渭水以北的氐人首领、羌人首领全都向苻健投降。杜洪十分害怕，固守长安。苻菁在渭水以北擒获了张先，十月，苻健长驱直入到达长安，杜洪、张琚逃奔到司竹。
351年四月，杜洪、张琚派遣使者征召梁州刺史司马勋，司马勋率步、骑兵三万人前往，在五丈原被前秦王苻健击败，退回南郑。352年司马勋已经回到汉中，杜洪、张琚驻扎在宜秋。杜洪自以为出身名门望族而轻视张琚，张琚于是就杀掉了杜洪，自立为秦王，改年号为建昌。五月，前秦皇帝苻健在宜秋攻打张琚，将其斩杀。